# Refugiado (película de 2014)
Refugiado es una película dramática argentina de 2014 escrita y dirigida por Diego Lerman. La película está protagonizada por Julieta Díaz y Sebastián Molinaro. La película hizo su aparición en cartelera el 27 de octubre del mismo año.
La película fue la gran ganadora en los Premios Sur 2015 logrando las estatuillas de Mejor Película, Mejor Director, Mejor Guion Original y Mejor Montaje, premios que otorga la Academia de Artes y Ciencias Cinematográficas de la Argentina (AACCA).

## Sinopsis
Matías (Sebastián Molinaro) y Laura, su madre (Julieta Díaz), se ven obligados a abandonar precipitadamente su casa tras la enésima reacción violenta de su padre. Matías tiene 7 años y Laura está embarazada, pero no tienen más remedio que deambular en busca de un lugar donde puedan sentirse protegidos y amparados.

## Críticas y comentarios
Diego Batlle en La Nación (Argentina) escribió:

"Un conmovedor registro sobre el miedo (el terror) que genera el abuso físico y moral, pero lo hace sin caer jamás en golpes bajos ni excesos explícitos."

Pablo O. Scholz en Clarín (periódico) escribió:

"'Refugiado' se cimienta en Julieta Díaz y en Molinaro, pero no es sólo una película de actuaciones, sino que éstas están bien en servicio del relato. Lerman ha ganado en adultez, y su futuro sigue siendo portentoso."

Antonio Weinrichter en ABC (periódico) escribió:

"Donde muestra sus mejores virtudes es en la forma de crear una dialéctica entre la madre nómada y el pequeño que la acompaña en la huida (...) Puntuación: ★★★ (sobre 5)"

## Premios y nominaciones

### Premios Sur
La décima edición de los Premios Sur se llevará a cabo el 24 de noviembre de 2015.
| Año  | Categoría              | Nominado                 | Resultado |
| ---- | ---------------------- | ------------------------ | --------- |
| 2015 | Mejor película         | Refugiado                | Ganador   |
| 2015 | Mejor director         | Diego Lerman             | Ganador   |
| 2015 | Mejor guion original   | Diego Lerman María Meira | Ganador   |
| 2015 | Mejor actor revelación | Sebastián Molinaro       | Nominado  |
| 2015 | Mejor montaje          | Alejandro Brodersohn     | Ganador   |

### Festival de La Habana
| Año  | Categoría        | Nominado        | Resultado |
| ---- | ---------------- | --------------- | --------- |
| 2015 | Mejor fotografía | Wojciech Staron | Ganador   |

### Festival de Chicago
| Año  | Categoría                  | Nominado  | Resultado |
| ---- | -------------------------- | --------- | --------- |
| 2015 | Premio especial del jurado | Refugiado | Ganadora  |